# لیسا ویتوتزی
لیسا ویتوتزی (ایتالیایی: Lisa Vittozzi؛ زادهٔ ۴ فوریهٔ ۱۹۹۵) ورزشکار دوگانه اهل ایتالیا است.